# 1064 Aethusa
1064 Aethusa è un asteroide della fascia principale del diametro medio di circa 18,66 km. Scoperto nel 1926, presenta un'orbita caratterizzata da un semiasse maggiore pari a 2,5443346 UA e da un'eccentricità di 0,1754721, inclinata di 9,48913° rispetto all'eclittica.
Il suo nome fa riferimento alle piante del genere Aethusa.